# أغيو (سايتاما)
مدينة أغيو (بالإنجليزية: Ageo)‏ هي أحد المدن التابعة لمحافظة سايتاما. تأسست رسميًا في 15/07/1958. ويقدر عدد سكانها بـ 222479 نسمة حسب تقدير مكتب الإحصاء الياباني لعام 2012. تبلغ مساحة أغيو 45.55 كم2. بكثافة سكانية تبلغ 4884 نسمة/كم2.

## أعلام
- نوبوهيرو كاتو
- ريكا ناريماتسو
- يوتارو شين
- يوكي إيشيكاوا
- تسوباسا أوشيما

## روابط خارجية
- الموقع الرسمي لمدينة أغيو
- مكتب الإحصاءات البريطاني